# Campeonato de Primera C 2011-12 (Argentina)
El Campeonato de Primera C 2011-12 fue la septuagésima octava temporada de la categoría y la vigésimo quinta de esta división como cuarta categoría del fútbol argentino. Fue disputado entre el 6 de agosto de 2011 y el 24 de mayo de 2012.
Para este torneo se incorporaron Deportivo Español, descendido de la Primera B y Dock Sud, campeón de la Primera D.
El campeón fue Villa Dálmine, que de esta manera obtuvo el único ascenso directo que entregaba el certamen. El ganador del Torneo reducido fue Central Córdoba de Rosario, que luego venció en la promoción a Sportivo Italiano y también ascendió a la Primera B.
Asimismo, el torneo determinó el descenso de Leandro N. Alem, último en la tabla de promedios.

## Ascensos y descensos
| Promedio | Descendido de la Primera C 2010-11 |
| -------- | ---------------------------------- |
| 20.º     | Fénix                              |

| Posición | Ascendido de la Primera D 2010-11 |
| -------- | --------------------------------- |
| 1.º      | Dock Sud                          |

| Posición | Ascendido a la Primera B 2011-12 |
| -------- | -------------------------------- |
| 1.º      | General Lamadrid                 |

| Promedio | Descendido de la Primera B 2010-11 |
| -------- | ---------------------------------- |
| 22.º     | Deportivo Español                  |

## Equipos participantes
| Equipo                | Ciudad               | Estadio                    | Capacidad |
| --------------------- | -------------------- | -------------------------- | --------- |
| Argentino             | Merlo                | Argentino de Merlo         | 11 000    |
| Berazategui           | Berazategui          | Norman Lee                 | 5500      |
| Central Córdoba       | Rosario              | Gabino Sosa                | 10 000    |
| Def. de Cambaceres    | Ensenada             | 12 de Octubre              | 3000      |
| Defensores Unidos     | Zárate               | Gigante de Villa Fox       | 6000      |
| Deportivo Español     | Buenos Aires         | Nueva España               | 32 500    |
| Deportivo Laferrere   | Laferrere            | Ciudad de Laferrere        | 10 000    |
| Dock Sud              | Dock Sud             | De los Inmigrantes         | 9500      |
| El Porvenir           | Gerli                | Gildo Francisco Ghersinich | 14 000    |
| Excursionistas        | Buenos Aires         | Excursionistas             | 7200      |
| Justo José de Urquiza | Loma Hermosa         | Ramón Roque Martín         | 2500      |
| Leandro N. Alem       | General Rodríguez    | Leandro N. Alem            | 4000      |
| Liniers               | San Justo            | Juan Antonio Arias         | 3000      |
| Luján                 | Luján                | Municipal de Luján         | 2000      |
| Midland               | Libertad             | Ciudad de Libertad         | 7000      |
| Sacachispas           | Buenos Aires         | Roberto Larrosa            | 4000      |
| San Miguel            | Los Polvorines       | Malvinas Argentinas        | 11 000    |
| Talleres              | Remedios de Escalada | Talleres                   | 10 000    |
| UAI Urquiza           | Villa Lynch          | Monumental de Villa Lynch  | 1000      |
| Villa Dálmine         | Campana              | Coliseo de Mitre y Puccini | 12 000    |

|  |

### Distribución geográfica de los equipos
| Región                                   | Cant. | Equipos |
| ---------------------------------------- | ----- | --- |
| Conurbano bonaerense                     | 11    | Argentino de Merlo, Berazategui, Deportivo Laferrere, Dock Sud, El Porvenir, Justo José de Urquiza, Liniers, Midland, San Miguel, Talleres y UAI Urquiza |
| Interior de la provincia de Buenos Aires | 4     | Defensores Unidos, Leandro N. Alem, Luján y Villa Dálmine                                                                                                |
| Ciudad de Buenos Aires                   | 3     | Deportivo Español, Excursionistas y Sacachispas |
| Gran La Plata                            | 1     | Defensores de Cambaceres |
| Ciudad de Rosario                        | 1     | Central Córdoba |

## Formato

### Competición
Se disputó un torneo de 38 fechas por el sistema de todos contra todos, ida y vuelta.

### Ascensos
El equipo que más puntos obtuvo se consagró campeón y ascendió directamente. Los equipos ubicados entre el segundo y el noveno puesto de la tabla de posiciones final clasificaron al Torneo reducido, cuyo ganador disputó la promoción contra un equipo de la Primera B.

### Descensos
El promedio se calculó con los puntos obtenidos en la fase regular de los torneos de 2009-10, 2010-11 y 2011-12. El equipo que ocupó el último lugar de la tabla de promedios descendió a la Primera D, mientras que el anteúltimo disputó la Promoción contra un equipo de esa categoría.

## Tabla de posiciones
| Pos | Equipo                   | Pts | PJ | PG | PE | PP | GF | GC | Dif |
| --- | ------------------------ | --- | -- | -- | -- | -- | -- | -- | --- |
| 1   | Villa Dálmine            | 71  | 38 | 20 | 11 | 7  | 61 | 30 | 31  |
| 2   | UAI Urquiza              | 69  | 38 | 19 | 12 | 7  | 47 | 33 | 14  |
| 3   | Defensores de Cambaceres | 60  | 38 | 16 | 12 | 10 | 40 | 33 | 7   |
| 4   | J. J. Urquiza            | 59  | 38 | 15 | 14 | 9  | 47 | 27 | 20  |
| 5   | Deportivo Laferrere      | 58  | 38 | 15 | 13 | 10 | 43 | 33 | 10  |
| 6   | Central Córdoba (R)      | 57  | 38 | 14 | 15 | 9  | 51 | 36 | 15  |
| 7   | Dock Sud                 | 54  | 38 | 15 | 9  | 14 | 37 | 38 | -1  |
| 8   | Midland                  | 53  | 38 | 14 | 11 | 13 | 42 | 39 | 3   |
| 9   | Berazategui              | 52  | 38 | 14 | 10 | 14 | 50 | 47 | 3   |
| 10  | Talleres (RdE)           | 50  | 38 | 13 | 11 | 14 | 47 | 44 | 3   |
| 11  | Excursionistas           | 49  | 38 | 12 | 13 | 13 | 41 | 38 | 3   |
| 12  | Leandro N. Alem          | 47  | 38 | 11 | 14 | 13 | 37 | 40 | -3  |
| 13  | San Miguel               | 44  | 38 | 9  | 17 | 12 | 26 | 35 | -9  |
| 14  | Argentino de Merlo       | 44  | 38 | 10 | 14 | 14 | 31 | 45 | -14 |
| 15  | Luján                    | 43  | 38 | 9  | 16 | 13 | 28 | 37 | -9  |
| 16  | Deportivo Español        | 43  | 38 | 11 | 10 | 17 | 31 | 42 | -11 |
| 17  | El Porvenir              | 42  | 38 | 9  | 15 | 14 | 40 | 44 | -4  |
| 18  | Sacachispas              | 40  | 38 | 9  | 13 | 16 | 36 | 54 | -18 |
| 19  | Defensores Unidos        | 40  | 38 | 9  | 13 | 16 | 29 | 47 | -18 |
| 20  | Liniers                  | 38  | 38 | 9  | 11 | 18 | 28 | 50 | -22 |

|  | Campeón. Ascendió a la Primera B.                                                |
|  | Disputaron un Torneo Reducido por la promoción contra un equipo de la Primera B. |

## Tabla de promedios
| Pos | Equipo                   | 09-10 | 10-11 | 11-12 | Total | PJ  | Promedio |
| --- | ------------------------ | ----- | ----- | ----- | ----- | --- | -------- |
| 1   | UAI Urquiza              | -     | 58    | 69    | 127   | 76  | 1,671    |
| 2   | Central Córdoba (R)      | -     | 64    | 57    | 121   | 76  | 1,592    |
| 3   | Excursionistas           | 73    | 56    | 49    | 178   | 114 | 1,561    |
| 4   | Talleres (RdE)           | 57    | 69    | 50    | 176   | 114 | 1,543    |
| 5   | Deportivo Laferrere      | 50    | 64    | 58    | 172   | 114 | 1,508    |
| 6   | J. J. Urquiza            | 55    | 50    | 59    | 164   | 114 | 1,438    |
| 7   | Dock Sud                 | -     | -     | 54    | 54    | 38  | 1,421    |
| 8   | Villa Dálmine            | 40    | 46    | 71    | 157   | 114 | 1,377    |
| 9   | Argentino de Merlo       | 42    | 71    | 44    | 157   | 114 | 1,377    |
| 10  | Berazategui              | 48    | 55    | 52    | 155   | 114 | 1,359    |
| 11  | Defensores Unidos        | 65    | 48    | 40    | 153   | 114 | 1,342    |
| 12  | Liniers                  | -     | 64    | 38    | 102   | 76  | 1,342    |
| 13  | Defensores de Cambaceres | 48    | 38    | 60    | 146   | 114 | 1,280    |
| 14  | Midland                  | 53    | 35    | 53    | 141   | 114 | 1,236    |
| 15  | San Miguel               | 52    | 40    | 44    | 136   | 114 | 1,193    |
| 16  | El Porvenir              | 53    | 37    | 42    | 132   | 114 | 1,157    |
| 17  | Sacachispas              | 58    | 32    | 40    | 130   | 114 | 1,140    |
| 18  | Deportivo Español        | -     | -     | 43    | 43    | 38  | 1,131    |
| 19  | Luján                    | 37    | 49    | 43    | 129   | 114 | 1,131    |
| 20  | Leandro N. Alem          | 46    | 32    | 47    | 125   | 114 | 1,096    |

|  | Disputaron un partido de desempate. |
|  | Descendió a la Primera D.           |

### Desempate del decimoctavo puesto
| Deportivo Español | 1 - 0 | Luján | Tres de Febrero | 30 de mayo | 14:00 |

El ganador, Deportivo Español, mantuvo la categoría para la temporada 2012-13, mientras que Luján jugó la promoción contra el ganador del Torneo reducido de la Primera D, Argentino de Quilmes.

## Resultados
| Leandro N. Alem     | 1 - 1 | Midland                  | Leandro N. Alem            | 6 de agosto  | 15:30 |
| Deportivo Laferrere | 0 - 0 | Liniers                  | José Luis Sánchez          | 6 de agosto  | 15:30 |
| Deportivo Español   | 0 - 1 | Excursionistas           | Nueva España               | 6 de agosto  | 15:30 |
| UAI Urquiza         | 4 - 2 | Talleres (RdE)           | Monumental de Villa Lynch  | 6 de agosto  | 15:30 |
| Villa Dálmine       | 1 - 0 | Defensores de Cambaceres | Villa Dálmine              | 6 de agosto  | 15:30 |
| Argentino de Merlo  | 2 - 0 | Luján                    | Argentino de Merlo         | 6 de agosto  | 15:30 |
| Berazategui         | 2 - 1 | Defensores Unidos        | Norman Lee                 | 7 de agosto  | 14:00 |
| El Porvenir         | 0 - 0 | J. J. Urquiza            | Gildo Francisco Ghersinich | 7 de agosto  | 15:30 |
| Dock Sud            | 2 - 0 | San Miguel               | De los Inmigrantes         | 7 de agosto  | 15:30 |
| Central Córdoba (R) | 2 - 1 | Sacachispas              | Gabino Sosa                | 30 de agosto | 15:30 |

| Argentino de Merlo       | 0 - 0 | Leandro N. Alem     | Argentino de Merlo          | 11 de agosto  | 15:30 |
| Luján                    | 0 - 0 | Dock Sud            | Campo municipal de deportes | 11 de agosto  | 15:30 |
| Defensores Unidos        | 1 - 0 | Villa Dálmine       | Defensores Unidos           | 11 de agosto  | 15:30 |
| Sacachispas              | 1 - 1 | El Porvenir         | Beto Larrosa                | 11 de agosto  | 15:30 |
| J. J. Urquiza            | 1 - 1 | Berazategui         | Ramón Roque Martín          | 11 de agosto  | 15:30 |
| Talleres (RdE)           | 1 - 1 | Deportivo Español   | Talleres (RdE)              | 11 de agosto  | 15:30 |
| Excursionistas           | 1 - 1 | Deportivo Laferrere | Excursionistas              | 11 de agosto  | 15:30 |
| Liniers                  | 0 - 1 | Midland             | Juan Antonio Arias          | 11 de agosto  | 15:30 |
| Defensores de Cambaceres | 0 - 2 | UAI Urquiza         | 12 de octubre               | 15 de agosto  | 14:00 |
| San Miguel               | 2 - 2 | Central Córdoba (R) | Malvinas Argentinas         | 20 de octubre | 15:30 |

| El Porvenir         | 0 - 0 | San Miguel               | Gildo Francisco Ghersinich | 20 de agosto | 14:00 |
| UAI Urquiza         | 1 - 0 | Defensores Unidos        | Monumental de Villa Lynch  | 20 de agosto | 15:30 |
| Villa Dálmine       | 1 - 1 | J. J. Urquiza            | Villa Dálmine              | 20 de agosto | 15:30 |
| Berazategui         | 0 - 2 | Sacachispas              | Norman Lee                 | 20 de agosto | 15:30 |
| Central Córdoba (R) | 1 - 0 | Luján                    | Gabino Sosa                | 20 de agosto | 15:30 |
| Midland             | 0 - 0 | Excursionistas           | Ciudad de Libertad         | 21 de agosto | 14:30 |
| Dock Sud            | 1 - 0 | Argentino de Merlo       | De los Inmigrantes         | 21 de agosto | 14:30 |
| Leandro N. Alem     | 1 - 0 | Liniers                  | Leandro N. Alem            | 21 de agosto | 15:30 |
| Deportivo Español   | 0 - 1 | Defensores de Cambaceres | Nueva España               | 21 de agosto | 15:30 |
| Deportivo Laferrere | 1 - 2 | Talleres (RdE)           | José Luis Sánchez          | 22 de agosto | 15:30 |

| Argentino de Merlo       | 1 - 4 | Central Córdoba (R) | Argentino de Merlo          | 27 de agosto | 15:30 |
| Luján                    | 0 - 0 | El Porvenir         | Campo municipal de deportes | 27 de agosto | 15:30 |
| San Miguel               | 0 - 1 | Berazategui         | Malvinas Argentinas         | 27 de agosto | 15:30 |
| Sacachispas              | 0 - 3 | Villa Dálmine       | Beto Larrosa                | 27 de agosto | 15:30 |
| J. J. Urquiza            | 0 - 0 | UAI Urquiza         | Ramón Roque Martín          | 27 de agosto | 15:30 |
| Excursionistas           | 1 - 1 | Liniers             | Excursionistas              | 27 de agosto | 15:30 |
| Dock Sud                 | 2 - 1 | Leandro N. Alem     | De los Inmigrantes          | 28 de agosto | 15:30 |
| Defensores Unidos        | 0 - 0 | Deportivo Español   | Defensores Unidos de Zárate | 28 de agosto | 15:30 |
| Defensores de Cambaceres | 0 - 1 | Deportivo Laferrere | 12 de octubre               | 28 de agosto | 15:30 |
| Talleres (RdE)           | 0 - 1 | Midland             | Talleres (RdE)              | 28 de agosto | 15:30 |

| Leandro N. Alem     | 0 - 1 | Excursionistas           | Leandro N. Alem            | 1 de septiembre | 15:30 |
| Midland             | 1 - 0 | Defensores de Cambaceres | Ciudad de Libertad         | 1 de septiembre | 15:30 |
| Villa Dálmine       | 1 - 2 | San Miguel               | Villa Dálmine              | 1 de septiembre | 15:30 |
| Liniers             | 0 - 0 | Talleres (RdE)           | Juan Antonio Arias         | 2 de septiembre | 14:00 |
| Deportivo Laferrere | 1 - 1 | Defensores Unidos        | José Luis Sánchez          | 2 de septiembre | 14:00 |
| El Porvenir         | 0 - 2 | Argentino de Merlo       | Gildo Francisco Ghersinich | 2 de septiembre | 14:00 |
| Berazategui         | 3 - 0 | Luján                    | Norberto Tomaghello        | 2 de septiembre | 14:00 |
| Deportivo Español   | 1 - 0 | J. J. Urquiza            | Nueva España               | 3 de septiembre | 15:30 |
| Central Córdoba (R) | 5 - 1 | Dock Sud                 | Gabino Sosa                | 3 de septiembre | 15:30 |
| UAI Urquiza         | 2 - 1 | Sacachispas              | Monumental de Villa Lynch  | 4 de septiembre | 11:00 |

| Defensores Unidos        | 1 - 1 | Midland             | Defensores Unidos           | 9 de septiembre  | 15:30 |
| Dock Sud                 | 1 - 3 | El Porvenir         | De los Inmigrantes          | 10 de septiembre | 14:00 |
| San Miguel               | 1 - 2 | UAI Urquiza         | Malvinas Argentinas         | 10 de septiembre | 14:00 |
| Talleres (RdE)           | 1 - 2 | Excursionistas      | Talleres (RdE)              | 10 de septiembre | 14:00 |
| Central Córdoba (R)      | 1 - 2 | Leandro N. Alem     | Gabino Sosa                 | 10 de septiembre | 15:30 |
| Sacachispas              | 1 - 2 | Deportivo Español   | Beto Larrosa                | 10 de septiembre | 15:30 |
| Luján                    | 0 - 3 | Villa Dálmine       | Campo municipal de deportes | 11 de septiembre | 14:00 |
| J. J. Urquiza            | 2 - 0 | Deportivo Laferrere | Ramón Roque Martín          | 11 de septiembre | 14:00 |
| Defensores de Cambaceres | 0 - 1 | Liniers             | 12 de octubre               | 11 de septiembre | 14:00 |
| Argentino de Merlo       | 1 - 1 | Berazategui         | Argentino de Merlo          | 11 de septiembre | 15:30 |

| Berazategui         | 1 - 1 | Dock Sud                 | Norman Lee                 | 16 de septiembre | 15:30 |
| El Porvenir         | 0 - 0 | Central Córdoba (R)      | Gildo Francisco Ghersinich | 16 de septiembre | 15:30 |
| UAI Urquiza         | 1 - 1 | Luján                    | Monumental de Villa Lynch  | 17 de septiembre | 11:00 |
| Excursionistas      | 0 - 0 | Defensores de Cambaceres | Excursionistas             | 17 de septiembre | 15:30 |
| Liniers             | 0 - 0 | Defensores Unidos        | Juan Antonio Arias         | 17 de septiembre | 15:30 |
| Deportivo Español   | 0 - 0 | San Miguel               | Nueva España               | 18 de septiembre | 15:30 |
| Leandro N. Alem     | 0 - 2 | Talleres (RdE)           | Leandro N. Alem            | 19 de septiembre | 15:30 |
| Midland             | 0 - 1 | J. J. Urquiza            | Ciudad de Libertad         | 19 de septiembre | 15:30 |
| Deportivo Laferrere | 0 - 0 | Sacachispas              | José Luis Sánchez          | 19 de septiembre | 15:30 |
| Villa Dálmine       | 2 - 0 | Argentino de Merlo       | Villa Dálmine              | 19 de septiembre | 15:30 |

| El Porvenir         | 2 - 2 | Leandro N. Alem   | Gildo Francisco Ghersinich  | 24 de septiembre | 14:00 |
| Cambaceres          | 0 - 0 | Talleres (RdE)    | 12 de octubre               | 24 de septiembre | 15:00 |
| Central Córdoba (R) | 2 - 0 | Berazategui       | Gabino Sosa                 | 24 de septiembre | 15:30 |
| Dock Sud            | 0 - 1 | Villa Dálmine     | De los Inmigrantes          | 24 de septiembre | 15:30 |
| San Miguel          | 0 - 0 | Laferrere         | Malvinas Argentinas         | 24 de septiembre | 15:30 |
| Sacachispas         | 0 - 2 | Midland           | Beto Larrosa                | 24 de septiembre | 15:30 |
| J. J. Urquiza       | 0 - 1 | Liniers           | Ramón Roque Martín          | 25 de septiembre | 15:30 |
| Defensores Unidos   | 1 - 1 | Excursionistas    | Defensores Unidos de Zárate | 25 de septiembre | 15:30 |
| Argentino de Merlo  | 1 - 3 | UAI Urquiza       | Argentino de Merlo          | 26 de septiembre | 15:30 |
| Luján               | 0 - 0 | Deportivo Español | Campo municipal de deportes | 27 de septiembre | 15:30 |

| Leandro N. Alem   | 2 - 2 | Cambaceres          | Leandro N. Alem           | 30 de septiembre | 15:30 |
| Midland           | 0 - 2 | San Miguel          | Ciudad de Libertad        | 30 de septiembre | 15:30 |
| Talleres (RdE)    | 1 - 1 | Defensores Unidos   | Talleres (RdE)            | 1 de octubre     | 11:00 |
| Deportivo Español | 0 - 2 | Argentino de Merlo  | Nueva España              | 1 de octubre     | 15:30 |
| Excursionistas    | 1 - 0 | J. J. Urquiza       | Excursionistas            | 1 de octubre     | 15:30 |
| Laferrere         | 1 - 0 | Luján               | José Luis Sánchez         | 1 de octubre     | 15:30 |
| Liniers           | 0 - 1 | Sacachispas         | Juan Antonio Arias        | 1 de octubre     | 15:30 |
| UAI Urquiza       | 1 - 0 | Dock Sud            | Monumental de Villa Lynch | 1 de octubre     | 15:30 |
| Villa Dálmine     | 3 - 0 | Central Córdoba (R) | Villa Dálmine             | 2 de octubre     | 15:30 |
| Berazategui       | 1 - 1 | El Porvenir         | Norman Lee                | 3 de octubre     | 15:30 |

| San Miguel          | 5 - 0 | Liniers           | Malvinas Argentinas         | 8 de octubre  | 15:30 |
| Sacachispas         | 1 - 0 | Excursionistas    | Beto Larrosa                | 8 de octubre  | 15:30 |
| Defensores Unidos   | 1 - 0 | Cambaceres        | Defensores Unidos de Zárate | 8 de octubre  | 15:30 |
| Central Córdoba (R) | 1 - 0 | UAI Urquiza       | Gabino Sosa                 | 8 de octubre  | 15:30 |
| Dock Sud            | 1 - 0 | Deportivo Español | De los Inmigrantes          | 8 de octubre  | 15:30 |
| Argentino de Merlo  | 3 - 1 | Laferrere         | Argentino de Merlo          | 8 de octubre  | 15:30 |
| El Porvenir         | 1 - 2 | Villa Dálmine     | Gildo Francisco Ghersinich  | 9 de octubre  | 15:30 |
| Luján               | 0 - 2 | Midland           | Campo municipal de deportes | 9 de octubre  | 15:30 |
| Berazategui         | 2 - 0 | Leandro N. Alem   | Norberto Tomaghello         | 20 de octubre | 15:40 |
| J. J. Urquiza       | 0 - 0 | Talleres (RdE)    | Ramón Roque Martín          | 25 de octubre | 15:30 |

| Excursionistas    | 0 - 1 | San Miguel          | Excursionistas            | 11 de octubre | 14:00 |
| Deportivo Español | 0 - 0 | Central Córdoba (R) | Nueva España              | 11 de octubre | 15:30 |
| Leandro N. Alem   | 3 - 0 | Defensores Unidos   | Leandro N. Alem           | 11 de octubre | 15:30 |
| Talleres (RdE)    | 3 - 0 | Sacachispas         | Talleres (RdE)            | 12 de octubre | 15:30 |
| Liniers           | 1 - 1 | Luján               | Juan Antonio Arias        | 12 de octubre | 15:30 |
| Midland           | 1 - 0 | Argentino de Merlo  | Ciudad de Libertad        | 12 de octubre | 15:30 |
| Laferrere         | 0 - 0 | Dock Sud            | José Luis Sánchez         | 12 de octubre | 15:30 |
| Villa Dálmine     | 2 - 1 | Berazategui         | Villa Dálmine             | 12 de octubre | 15:30 |
| UAI Urquiza       | 1 - 1 | El Porvenir         | Monumental de Villa Lynch | 12 de octubre | 15:45 |
| Cambaceres        | 1 - 1 | J. J. Urquiza       | 12 de octubre             | 20 de octubre | 15:30 |

| Central Córdoba (R) | 3 - 0 | Laferrere         | Gabino Sosa                 | 15 de octubre | 15:30 |
| Argentino de Merlo  | 1 - 2 | Liniers           | Argentino de Merlo          | 15 de octubre | 15:30 |
| Sacachispas         | 0 - 0 | Cambaceres        | Beto Larrosa                | 15 de octubre | 15:30 |
| J. J. Urquiza       | 1 - 0 | Defensores Unidos | Ramón Roque Martín          | 15 de octubre | 15:30 |
| Berazategui         | 1 - 2 | UAI Urquiza       | Norberto Tomaghello         | 15 de octubre | 15:30 |
| Villa Dálmine       | 3 - 0 | Leandro N. Alem   | Villa Dálmine               | 16 de octubre | 11:00 |
| Luján               | 2 - 1 | Excursionistas    | Campo municipal de deportes | 16 de octubre | 15:30 |
| San Miguel          | 0 - 3 | Talleres (RdE)    | Malvinas Argentinas         | 16 de octubre | 15:30 |
| El Porvenir         | 0 - 2 | Deportivo Español | Gildo Francisco Ghersinich  | 17 de octubre | 15:30 |
| Dock Sud            | 1 - 3 | Midland           | De los Inmigrantes          | 17 de octubre | 15:30 |

| Midland           | 1 - 1 | Central Córdoba (R) | Ciudad de Libertad          | 28 de octubre | 15:30 |
| Cambaceres        | 2 - 0 | San Miguel          | 12 de octubre               | 28 de octubre | 15:30 |
| Deportivo Español | 2 - 1 | Berazategui         | Nueva España                | 28 de octubre | 15:30 |
| Laferrere         | 3 - 2 | El Porvenir         | José Luis Sánchez           | 29 de octubre | 14:00 |
| Defensores Unidos | 0 - 1 | Sacachispas         | Defensores Unidos de Zárate | 29 de octubre | 15:30 |
| Excursionistas    | 0 - 0 | Argentino de Merlo  | Excursionistas              | 29 de octubre | 15:30 |
| Liniers           | 2 - 0 | Dock Sud            | Juan Antonio Arias          | 29 de octubre | 15:30 |
| Talleres (RdE)    | 2 - 1 | Luján               | Talleres (RdE)              | 29 de octubre | 15:30 |
| Leandro N. Alem   | 0 - 2 | J. J. Urquiza       | Leandro N. Alem             | 30 de octubre | 11:00 |
| UAI Urquiza       | 0 - 0 | Villa Dálmine       | Monumental de Villa Lynch   | 30 de octubre | 15:30 |

| Berazategui         | 1 - 2 | Laferrere         | Norberto Tomaghello         | 4 de noviembre | 15:30 |
| Dock Sud            | 2 - 0 | Excursionistas    | De los Inmigrantes          | 4 de noviembre | 15:30 |
| Argentino de Merlo  | 1 - 3 | Talleres (RdE)    | Argentino de Merlo          | 4 de noviembre | 15:30 |
| El Porvenir         | 5 - 1 | Midland           | Gildo Francisco Ghersinich  | 5 de noviembre | 14:00 |
| Luján               | 1 - 3 | Cambaceres        | Campo municipal de deportes | 5 de noviembre | 14:00 |
| San Miguel          | 0 - 0 | Defensores Unidos | Malvinas Argentinas         | 5 de noviembre | 14:00 |
| UAI Urquiza         | 1 - 1 | Leandro N. Alem   | Monumental de Villa Lynch   | 5 de noviembre | 15:30 |
| Sacachispas         | 1 - 2 | J. J. Urquiza     | Beto Larrosa                | 5 de noviembre | 15:30 |
| Central Córdoba (R) | 0 - 0 | Liniers           | Gabino Sosa                 | 5 de noviembre | 16:30 |
| Villa Dálmine       | 4 - 0 | Deportivo Español | Villa Dálmine               | 6 de noviembre | 11:00 |

| Defensores Unidos | 1 - 0 | Luján               | Defensores Unidos de Zárate | 12 de noviembre | 17:00 |
| Talleres (RdE)    | 3 - 1 | Dock Sud            | Talleres (RdE)              | 12 de noviembre | 17:00 |
| Excursionistas    | 1 - 1 | Central Córdoba (R) | Excursionistas              | 12 de noviembre | 17:00 |
| Liniers           | 0 - 1 | El Porvenir         | Juan Antonio Arias          | 12 de noviembre | 17:00 |
| Midland           | 2 - 1 | Berazategui         | Ciudad de Libertad          | 12 de noviembre | 17:00 |
| Leandro N. Alem   | 2 - 2 | Sacachispas         | Leandro N. Alem             | 13 de noviembre | 17:00 |
| J. J. Urquiza     | 2 - 0 | San Miguel          | Ramón Roque Martín          | 13 de noviembre | 17:00 |
| Laferrere         | 2 - 2 | Villa Dálmine       | José Luis Sánchez           | 13 de noviembre | 17:00 |
| Deportivo Español | 0 - 2 | UAI Urquiza         | Nueva España                | 13 de noviembre | 17:00 |
| Cambaceres        | 1 - 1 | Argentino de Merlo  | 12 de octubre               | 14 de noviembre | 17:00 |

| San Miguel          | 0 - 0 | Sacachispas       | Carlos Barraza              | 18 de noviembre | 17:00 |
| Deportivo Español   | 0 - 1 | Leandro N. Alem   | Nueva España                | 19 de noviembre | 17:00 |
| Villa Dálmine       | 1 - 1 | Midland           | Villa Dálmine               | 19 de noviembre | 17:00 |
| Berazategui         | 3 - 2 | Liniers           | Norberto Tomaghello         | 19 de noviembre | 17:00 |
| UAI Urquiza         | 2 - 0 | Laferrere         | Monumental de Villa Lynch   | 20 de noviembre | 17:00 |
| El Porvenir         | 1 - 0 | Excursionistas    | Gildo Francisco Ghersinich  | 20 de noviembre | 17:00 |
| Dock Sud            | 1 - 0 | Cambaceres        | De los Inmigrantes          | 20 de noviembre | 17:00 |
| Argentino de Merlo  | 2 - 2 | Defensores Unidos | Argentino de Merlo          | 20 de noviembre | 17:00 |
| Luján               | 1 - 0 | J. J. Urquiza     | Campo municipal de deportes | 20 de noviembre | 17:00 |
| Central Córdoba (R) | 0 - 1 | Talleres (RdE)    | Gabino Sosa                 | 20 de noviembre | 17:00 |

| Talleres (RdE)           | 0 - 0 | El Porvenir         | Talleres (RdE)     | 25 de noviembre | 17:00 |
| Excursionistas           | 3 - 2 | Berazategui         | Excursionistas     | 25 de noviembre | 17:30 |
| Sacachispas              | 0 - 1 | Luján               | Beto Larrosa       | 26 de noviembre | 17:00 |
| J. J. Urquiza            | 1 - 1 | Argentino de Merlo  | Ramón Roque Martín | 26 de noviembre | 17:00 |
| Laferrere                | 3 - 1 | Deportivo Español   | José Luis Sánchez  | 26 de noviembre | 17:00 |
| Leandro N. Alem          | 0 - 0 | San Miguel          | Leandro N. Alem    | 28 de noviembre | 17:00 |
| Defensores Unidos        | 1 - 0 | Dock Sud            | Defensores Unidos  | 28 de noviembre | 17:00 |
| Defensores de Cambaceres | 1 - 3 | Central Córdoba (R) | Talleres (RdE)     | 28 de noviembre | 17:00 |
| Liniers                  | 3 - 1 | Villa Dálmine       | Juan Antonio Arias | 28 de noviembre | 17:00 |
| Midland                  | 0 - 0 | UAI Urquiza         | Ciudad de Libertad | 28 de noviembre | 17:00 |

| Berazategui         | 2 - 0 | Talleres (RdE)    | Norberto Tomaghello         | 2 de diciembre | 17:00 |
| Central Córdoba (R) | 2 - 0 | Defensores Unidos | Gabino Sosa                 | 2 de diciembre | 20:00 |
| Luján               | 1 - 1 | San Miguel        | Campo municipal de deportes | 3 de diciembre | 17:15 |
| Laferrere           | 1 - 0 | Leandro N. Alem   | José Luis Sánchez           | 4 de diciembre | 17:00 |
| UAI Urquiza         | 3 - 1 | Liniers           | Monumental de Villa Lynch   | 4 de diciembre | 17:00 |
| Villa Dálmine       | 2 - 1 | Excursionistas    | Villa Dálmine               | 4 de diciembre | 17:00 |
| Argentino de Merlo  | 2 - 0 | Sacachispas       | Argentino de Merlo          | 4 de diciembre | 17:00 |
| Deportivo Español   | 3 - 0 | Midland           | Nueva España                | 4 de diciembre | 17:00 |
| El Porvenir         | 1 - 2 | Cambaceres        | Gildo Francisco Ghersinich  | 5 de diciembre | 17:00 |
| Dock Sud            | 1 - 0 | J. J. Urquiza     | De los Inmigrantes          | 5 de diciembre | 17:15 |

| San Miguel               | 0 - 0 | Argentino de Merlo  | Carlos Barraza              | 9 de diciembre  | 17:00 |
| Talleres (RdE)           | 2 - 2 | Villa Dálmine       | Talleres (RdE)              | 9 de diciembre  | 17:00 |
| Excursionistas           | 4 - 0 | UAI Urquiza         | Excursionistas              | 9 de diciembre  | 17:00 |
| Midland                  | 1 - 0 | Laferrere           | Ciudad de Libertad          | 9 de diciembre  | 17:00 |
| Defensores de Cambaceres | 1 - 1 | Berazategui         | Talleres (RdE)              | 10 de diciembre | 17:00 |
| J. J. Urquiza            | 2 - 1 | Central Córdoba (R) | Ramón Roque Martín          | 10 de diciembre | 17:00 |
| Liniers                  | 1 - 0 | Deportivo Español   | Juan Antonio Arias          | 10 de diciembre | 17:00 |
| Leandro N. Alem          | 1 - 1 | Luján               | Leandro N. Alem             | 10 de diciembre | 17:00 |
| Defensores Unidos        | 1 - 1 | El Porvenir         | Defensores Unidos de Zárate | 10 de diciembre | 17:00 |
| Sacachispas              | 1 - 1 | Dock Sud            | Beto Larrosa                | 11 de diciembre | 17:00 |

| Liniers           | 0 - 3 | Laferrere           | Juan Antonio Arias          | 16 de diciembre | 17:00 |
| Cambaceres        | 1 - 1 | Villa Dálmine       | Argentino de Quilmes        | 16 de diciembre | 17:20 |
| Midland           | 1 - 2 | Leandro N. Alem     | Ciudad de Libertad          | 17 de diciembre | 17:00 |
| Talleres (RdE)    | 3 - 0 | UAI Urquiza         | Talleres (RdE)              | 17 de diciembre | 17:00 |
| Defensores Unidos | 3 - 2 | Berazategui         | Defensores Unidos de Zárate | 17 de diciembre | 17:00 |
| J. J. Urquiza     | 1 - 1 | El Porvenir         | Ramón Roque Martín          | 17 de diciembre | 17:00 |
| Luján             | 1 - 1 | Argentino de Merlo  | Campo municipal de deportes | 17 de diciembre | 17:00 |
| Excursionistas    | 3 - 2 | Deportivo Español   | Excursionistas              | 17 de diciembre | 17:20 |
| Sacachispas       | 2 - 4 | Central Córdoba (R) | Beto Larrosa                | 17 de diciembre | 17:30 |
| San Miguel        | 0 - 0 | Dock Sud            | Carlos Barraza              | 19 de diciembre | 17:00 |

| Central Córdoba (R) | 0 - 0 | San Miguel         | Gabino Sosa                | 31 de enero  | 20:00 |
| Dock Sud            | 0 - 1 | Luján              | De los Inmigrantes         | 1 de febrero | 17:00 |
| El Porvenir         | 1 - 1 | Sacachispas        | Gildo Francisco Ghersinich | 1 de febrero | 17:00 |
| Berazategui         | 1 - 2 | J. J. Urquiza      | Lorenzo Arandilla          | 1 de febrero | 17:00 |
| Villa Dálmine       | 3 - 0 | Defensores Unidos  | Villa Dálmine              | 1 de febrero | 17:00 |
| UAI Urquiza         | 2 - 1 | Cambaceres         | Monumental de Villa Lynch  | 1 de febrero | 17:00 |
| Deportivo Español   | 0 - 0 | Talleres (RdE)     | Nueva España               | 1 de febrero | 17:00 |
| Midland             | 0 - 1 | Liniers            | Ciudad de Libertad         | 1 de febrero | 17:00 |
| Leandro N. Alem     | 1 - 0 | Argentino de Merlo | Leandro N. Alem            | 1 de febrero | 17:00 |
| Laferrere           | 3 - 1 | Excursionistas     | José Luis Sánchez          | 1 de febrero | 21:00 |

| Excursionistas     | 3 - 0 | Midland             | Excursionistas              | 4 de febrero | 17:00 |
| Luján              | 1 - 1 | Central Córdoba (R) | Campo municipal de deportes | 4 de febrero | 17:00 |
| Cambaceres         | 1 - 3 | Deportivo Español   | Monumental de Villa Lynch   | 4 de febrero | 17:00 |
| Liniers            | 0 - 5 | Leandro N. Alem     | Juan Antonio Arias          | 6 de febrero | 17:00 |
| Talleres (RdE)     | 1 - 1 | Laferrere           | Talleres (RdE)              | 6 de febrero | 17:00 |
| J. J. Urquiza      | 1 - 2 | Villa Dálmine       | Ramón Roque Martín          | 6 de febrero | 17:00 |
| Sacachispas        | 1 - 1 | Berazategui         | Beto Larrosa                | 6 de febrero | 17:00 |
| San Miguel         | 3 - 1 | El Porvenir         | Malvinas Argentinas         | 6 de febrero | 17:00 |
| Argentino de Merlo | 1 - 1 | Dock Sud            | Argentino de Merlo          | 6 de febrero | 17:00 |
| Defensores Unidos  | 0 - 1 | UAI Urquiza         | Leandro N. Alem             | 7 de febrero | 17:00 |

| Central Córdoba (R) | 1 - 1 | Argentino de Merlo | Gabino Sosa                | 10 de febrero | 20:00 |
| Deportivo Español   | 0 - 2 | Defensores Unidos  | Nueva España               | 11 de febrero | 17:00 |
| Villa Dálmine       | 1 - 1 | Sacachispas        | Villa Dálmine              | 12 de febrero | 17:00 |
| Liniers             | 2 - 0 | Excursionistas     | Juan Antonio Arias         | 12 de febrero | 17:00 |
| El Porvenir         | 1 - 0 | Luján              | Gildo Francisco Ghersinich | 13 de febrero | 17:00 |
| Leandro N. Alem     | 1 - 2 | Dock Sud           | Leandro N. Alem            | 13 de febrero | 17:00 |
| Berazategui         | 2 - 0 | San Miguel         | Genacio Sálice             | 13 de febrero | 17:00 |
| UAI Urquiza         | 1 - 1 | J. J. Urquiza      | Monumental de Villa Lynch  | 13 de febrero | 17:00 |
| Midland             | 4 - 1 | Talleres (RdE)     | Ciudad de Libertad         | 13 de febrero | 17:00 |
| Laferrere           | 3 - 0 | Cambaceres         | José Luis Sánchez          | 13 de febrero | 21:00 |

| J. J. Urquiza      | 2 - 1 | Deportivo Español   | Ramón Roque Martín          | 18 de febrero | 17:00 |
| Sacachispas        | 1 - 1 | UAI Urquiza         | Beto Larrosa                | 18 de febrero | 17:00 |
| Excursionistas     | 2 - 1 | Leandro N. Alem     | Excursionistas              | 19 de febrero | 17:00 |
| Luján              | 0 - 0 | Berazategui         | Campo municipal de deportes | 19 de febrero | 17:00 |
| Argentino de Merlo | 1 - 1 | El Porvenir         | Argentino de Merlo          | 19 de febrero | 17:00 |
| Cambaceres         | 1 - 0 | Midland             | Ramón Roque Martín          | 20 de febrero | 17:00 |
| Talleres (RdE)     | 4 - 1 | Liniers             | Talleres (RdE)              | 20 de febrero | 17:00 |
| Defensores Unidos  | 0 - 0 | Laferrere           | Leandro N. Alem             | 20 de febrero | 17:00 |
| San Miguel         | 0 - 0 | Villa Dálmine       | Malvinas Argentinas         | 20 de febrero | 17:00 |
| Dock Sud           | 2 - 0 | Central Córdoba (R) | De los Inmigrantes          | 20 de febrero | 17:00 |

| Berazategui       | 2 - 0 | Argentino de Merlo  | Genacio Sálice             | 24 de febrero | 17:00 |
| Leandro N. Alem   | 1 - 3 | Central Córdoba (R) | Leandro N. Alem            | 25 de febrero | 17:00 |
| Liniers           | 1 - 2 | Cambaceres          | Juan Antonio Arias         | 25 de febrero | 17:00 |
| Excursionistas    | 2 - 3 | Talleres (RdE)      | Excursionistas             | 25 de febrero | 17:00 |
| Deportivo Español | 2 - 2 | Sacachispas         | Nueva España               | 27 de febrero | 17:00 |
| El Porvenir       | 0 - 2 | Dock Sud            | Gildo Francisco Ghersinich | 27 de febrero | 17:00 |
| Villa Dálmine     | 2 - 0 | Luján               | Villa Dálmine              | 27 de febrero | 17:00 |
| UAI Urquiza       | 1 - 2 | San Miguel          | Monumental de Villa Lynch  | 27 de febrero | 17:00 |
| Laferrere         | 1 - 1 | J. J. Urquiza       | José Luis Sánchez          | 27 de febrero | 21:00 |
| Midland           | 6 - 0 | Defensores Unidos   | Ciudad de Libertad         | 26 de abril   | 16:05 |

| Argentino de Merlo  | 0 - 3 | Villa Dálmine     | Argentino de Merlo          | 3 de marzo  | 17:00 |
| Defensores Unidos   | 1 - 0 | Liniers           | Leandro N. Alem             | 4 de marzo  | 17:00 |
| J. J. Urquiza       | 3 - 1 | Midland           | Ramón Roque Martín          | 4 de marzo  | 17:00 |
| Luján               | 2 - 0 | UAI Urquiza       | Campo municipal de deportes | 4 de marzo  | 17:00 |
| Central Córdoba (R) | 1 - 0 | El Porvenir       | Gabino Sosa                 | 4 de marzo  | 20:00 |
| San Miguel          | 0 - 1 | Deportivo Español | Malvinas Argentinas         | 5 de marzo  | 17:00 |
| Dock Sud            | 2 - 1 | Berazategui       | De los Inmigrantes          | 5 de marzo  | 17:00 |
| Cambaceres          | 0 - 0 | Excursionistas    | Monumental de Villa Lynch   | 14 de marzo | 17:00 |
| Talleres (RdE)      | 0 - 0 | Leandro N. Alem   | Talleres (RdE)              | 14 de marzo | 17:00 |
| Sacachispas         | 1 - 3 | Laferrere         | Beto Larrosa                | 27 de abril | 14:05 |

| Talleres (RdE)    | 1 - 3 | Cambaceres          | Talleres (RdE)            | 9 de marzo  | 17:00 |
| UAI Urquiza       | 0 - 0 | Argentino de Merlo  | Monumental de Villa Lynch | 10 de marzo | 17:00 |
| Deportivo Español | 2 - 2 | Luján               | Nueva España              | 10 de marzo | 17:00 |
| Liniers           | 0 - 2 | J. J. Urquiza       | Juan Antonio Arias        | 10 de marzo | 17:00 |
| Excursionistas    | 3 - 1 | Defensores Unidos   | Excursionistas            | 10 de marzo | 17:00 |
| Leandro N. Alem   | 2 - 0 | El Porvenir         | Leandro N. Alem           | 11 de marzo | 17:00 |
| Villa Dálmine     | 1 - 1 | Dock Sud            | Villa Dálmine             | 11 de marzo | 17:00 |
| Laferrere         | 3 - 0 | San Miguel          | José Luis Sánchez         | 11 de marzo | 17:00 |
| Midland           | 4 - 1 | Sacachispas         | Ciudad de Libertad        | 11 de marzo | 17:00 |
| Berazategui       | 1 - 1 | Central Córdoba (R) | Norberto Tomaghello       | 12 de marzo | 17:00 |

| Sacachispas              | 3 - 1 | Liniers           | Beto Larrosa                | 17 de marzo | 16:00 |
| Central Córdoba (R)      | 2 - 2 | Villa Dálmine     | Gabino Sosa                 | 17 de marzo | 19:00 |
| J. J. Urquiza            | 1 - 1 | Excursionistas    | Ramón Roque Martín          | 18 de marzo | 16:00 |
| Defensores Unidos        | 1 - 2 | Talleres (RdE)    | Leandro N. Alem             | 18 de marzo | 16:00 |
| El Porvenir              | 5 - 0 | Berazategui       | Gildo Francisco Ghersinich  | 18 de marzo | 16:00 |
| San Miguel               | 0 - 0 | Midland           | Malvinas Argentinas         | 18 de marzo | 16:00 |
| Argentino de Merlo       | 1 - 0 | Deportivo Español | Argentino de Merlo          | 18 de marzo | 16:00 |
| Luján                    | 0 - 0 | Laferrere         | Campo municipal de deportes | 18 de marzo | 16:00 |
| Dock Sud                 | 0 - 1 | UAI Urquiza       | De los Inmigrantes          | 19 de marzo | 16:00 |
| Defensores de Cambaceres | 0 - 0 | Leandro N. Alem   | Ciudad de La Plata          | 19 de marzo | 16:00 |

| Cambaceres        | 2 - 0 | Defensores Unidos   | Ciudad de La Plata        | 23 de marzo | 16:00 |
| Midland           | 0 - 1 | Luján               | Ciudad de Libertad        | 23 de marzo | 16:00 |
| Villa Dálmine     | 2 - 3 | El Porvenir         | Villa Dálmine             | 23 de marzo | 16:15 |
| Laferrere         | 0 - 1 | Argentino de Merlo  | José Luis Sánchez         | 23 de marzo | 21:15 |
| Deportivo Español | 2 - 1 | Dock Sud            | Nueva España              | 24 de marzo | 16:00 |
| Liniers           | 0 - 1 | San Miguel          | Juan Antonio Arias        | 24 de marzo | 16:00 |
| UAI Urquiza       | 1 - 1 | Central Córdoba (R) | Monumental de Villa Lynch | 25 de marzo | 16:00 |
| Excursionistas    | 3 - 0 | Sacachispas         | Excursionistas            | 25 de marzo | 16:00 |
| Talleres (RdE)    | 0 - 1 | J. J. Urquiza       | Talleres (RdE)            | 25 de marzo | 16:00 |
| Leandro N. Alem   | 1 - 4 | Berazategui         | Leandro N. Alem           | 25 de marzo | 16:00 |

| Argentino de Merlo  | 0 - 0 | Midland           | Argentino de Merlo          | 27 de marzo | 16:00 |
| Dock Sud            | 2 - 0 | Laferrere         | De los Inmigrantes          | 27 de marzo | 16:00 |
| Luján               | 1 - 1 | Liniers           | Campo municipal de deportes | 27 de marzo | 16:00 |
| Defensores Unidos   | 1 - 1 | Leandro N. Alem   | Carlos Barraza              | 28 de marzo | 16:00 |
| J. J. Urquiza       | 1 - 1 | Cambaceres        | Ramón Roque Martín          | 28 de marzo | 16:00 |
| Sacachispas         | 2 - 2 | Talleres (RdE)    | Beto Larrosa                | 28 de marzo | 16:00 |
| El Porvenir         | 0 - 0 | UAI Urquiza       | Gildo Francisco Ghersinich  | 28 de marzo | 16:00 |
| San Miguel          | 0 - 0 | Excursionistas    | Malvinas Argentinas         | 28 de marzo | 16:00 |
| Berazategui         | 1 - 0 | Villa Dálmine     | Genacio Sálice              | 28 de marzo | 16:00 |
| Central Córdoba (R) | 0 - 1 | Deportivo Español | Gabino Sosa                 | 28 de marzo | 20:00 |

| Deportivo Español | 2 - 1 | El Porvenir         | Nueva España              | 31 de marzo | 15:30 |
| Liniers           | 0 - 1 | Argentino de Merlo  | Juan Antonio Arias        | 31 de marzo | 15:30 |
| Defensores Unidos | 2 - 0 | J. J. Urquiza       | Leandro N. Alem           | 31 de marzo | 15:30 |
| Excursionistas    | 1 - 1 | Luján               | Excursionistas            | 1 de abril  | 15:30 |
| Midland           | 0 - 0 | Dock Sud            | Ciudad de Libertad        | 2 de abril  | 14:00 |
| Talleres (RdE)    | 0 - 1 | San Miguel          | Talleres (RdE)            | 2 de abril  | 14:00 |
| UAI Urquiza       | 2 - 0 | Berazategui         | Monumental de Villa Lynch | 2 de abril  | 14:00 |
| Cambaceres        | 1 - 0 | Sacachispas         | Ramón Roque Martín        | 2 de abril  | 14:25 |
| Leandro N. Alem   | 0 - 1 | Villa Dálmine       | Leandro N. Alem           | 2 de abril  | 15:30 |
| Laferrere         | 2 - 0 | Central Córdoba (R) | José Luis Sánchez         | 2 de abril  | 21:00 |

| San Miguel          | 2 - 3 | Cambaceres        | Malvinas Argentinas         | 6 de abril  | 14:00 |
| Central Córdoba (R) | 0 - 0 | Midland           | Gabino Sosa                 | 7 de abril  | 15:30 |
| Villa Dálmine       | 1 - 0 | UAI Urquiza       | Villa Dálmine               | 8 de abril  | 11:00 |
| Berazategui         | 3 - 1 | Deportivo Español | Genacio Sálice              | 8 de abril  | 13:00 |
| Sacachispas         | 2 - 1 | Defensores Unidos | Beto Larrosa                | 9 de abril  | 15:30 |
| Luján               | 1 - 0 | Talleres (RdE)    | Campo municipal de deportes | 10 de abril | 13:00 |
| J. J. Urquiza       | 0 - 1 | Leandro N. Alem   | Ramón Roque Martín          | 10 de abril | 13:00 |
| Dock Sud            | 0 - 1 | Liniers           | De los Inmigrantes          | 10 de abril | 13:00 |
| El Porvenir         | 0 - 1 | Laferrere         | Gildo Francisco Ghersinich  | 10 de abril | 13:00 |
| Argentino de Merlo  | 1 - 0 | Excursionistas    | Argentino de Merlo          | 27 de abril | 14:00 |

| Liniers                  | 1 - 2 | Central Córdoba (R) | Juan Antonio Arias | 14 de abril | 15:30 |
| Deportivo Español        | 2 - 1 | Villa Dálmine       | Nueva España       | 15 de abril | 15:30 |
| Excursionistas           | 0 - 2 | Dock Sud            | Excursionistas     | 15 de abril | 15:30 |
| Leandro N. Alem          | 1 - 1 | UAI Urquiza         | Ramón Roque Martín | 16 de abril | 14:00 |
| Talleres (RdE)           | 0 - 2 | Argentino de Merlo  | Talleres (RdE)     | 16 de abril | 14:00 |
| Defensores de Cambaceres | 3 - 2 | Luján               | Talleres (RdE)     | 17 de abril | 14:00 |
| Defensores Unidos        | 1 - 1 | San Miguel          | Carlos Barraza     | 17 de abril | 14:00 |
| J. J. Urquiza            | 3 - 0 | Sacachispas         | Ramón Roque Martín | 17 de abril | 15:30 |
| Laferrere                | 1 - 2 | Berazategui         | José Luis Sánchez  | 18 de abril | 20:00 |
| Midland                  | 3 - 2 | El Porvenir         | Ciudad de Libertad | 11 de mayo  | 15:30 |

| Dock Sud            | 1 - 0 | Talleres (RdE)    | De los Inmigrantes          | 21 de abril | 14:00 |
| El Porvenir         | 0 - 0 | Liniers           | Gildo Francisco Ghersinich  | 21 de abril | 14:00 |
| UAI Urquiza         | 1 - 0 | Deportivo Español | Monumental de Villa Lynch   | 21 de abril | 14:00 |
| Luján               | 3 - 0 | Defensores Unidos | Campo municipal de deportes | 21 de abril | 14:05 |
| Sacachispas         | 0 - 0 | Leandro N. Alem   | Beto Larrosa                | 21 de abril | 15:30 |
| Central Córdoba (R) | 0 - 0 | Excursionistas    | Gabino Sosa                 | 21 de abril | 16:00 |
| San Miguel          | 1 - 1 | J. J. Urquiza     | Malvinas Argentinas         | 23 de abril | 14:00 |
| Argentino de Merlo  | 0 - 1 | Cambaceres        | Argentino de Merlo          | 23 de abril | 14:00 |
| Berazategui         | 3 - 0 | Midland           | Genacio Sálice              | 23 de abril | 14:00 |
| Villa Dálmine       | 1 - 0 | Laferrere         | Villa Dálmine               | 23 de abril | 14:00 |

| Cambaceres        | 0 - 0 | Dock Sud            | Talleres de Remedios de Escalada | 27 de abril | 15:30 |
| Leandro N. Alem   | 1 - 0 | Deportivo Español   | Ramón Roque Martín               | 27 de abril | 15:50 |
| Liniers           | 1 - 1 | Berazategui         | Juan Antonio Arias               | 28 de abril | 14:00 |
| J. J. Urquiza     | 0 - 0 | Luján               | Ramón Roque Martín               | 30 de abril | 14:00 |
| Midland           | 0 - 1 | Villa Dálmine       | Ciudad de Libertad               | 30 de abril | 14:00 |
| Talleres (RdE)    | 3 - 2 | Central Córdoba (R) | Talleres (RdE)                   | 30 de abril | 14:00 |
| Excursionistas    | 4 - 1 | El Porvenir         | Excursionistas                   | 30 de abril | 15:30 |
| Laferrere         | 2 - 1 | UAI Urquiza         | José Luis Sánchez                | 30 de abril | 21:00 |
| Sacachispas       | 1 - 0 | San Miguel          | Beto Larrosa                     | 2 de mayo   | 15:30 |
| Defensores Unidos | 3 - 0 | Argentino de Merlo  | Carlos Barraza                   | 2 de mayo   | 15:30 |

| Central Córdoba (R) | 0 - 1 | Cambaceres        | Marcelo Bielsa              | 5 de mayo | 15:30 |
| Deportivo Español   | 0 - 0 | Laferrere         | Nueva España                | 5 de mayo | 15:30 |
| Berazategui         | 0 - 0 | Excursionistas    | Genacio Sálice              | 6 de mayo | 11:00 |
| Dock Sud            | 2 - 0 | Defensores Unidos | De los Inmigrantes          | 7 de mayo | 14:00 |
| El Porvenir         | 2 - 0 | Talleres (RdE)    | Gildo Francisco Ghersinich  | 7 de mayo | 14:00 |
| San Miguel          | 0 - 2 | Leandro N. Alem   | Malvinas Argentinas         | 7 de mayo | 15:30 |
| Luján               | 2 - 0 | Sacachispas       | Campo municipal de deportes | 7 de mayo | 15:30 |
| Argentino de Merlo  | 0 - 4 | J. J. Urquiza     | Argentino de Merlo          | 7 de mayo | 15:30 |
| UAI Urquiza         | 2 - 1 | Midland           | Monumental de Villa Lynch   | 7 de mayo | 15:30 |
| Villa Dálmine       | 1 - 1 | Liniers           | Villa Dálmine               | 7 de mayo | 15:40 |

| J. J. Urquiza     | 5 - 2 | Dock Sud            | Ramón Roque Martín        | 12 de mayo | 15:30 |
| Liniers           | 2 - 4 | UAI Urquiza         | Juan Antonio Arias        | 14 de mayo | 15:30 |
| Excursionistas    | 0 - 3 | Villa Dálmine       | Excursionistas            | 14 de mayo | 15:30 |
| Midland           | 2 - 0 | Deportivo Español   | Ciudad de Libertad        | 14 de mayo | 15:30 |
| Cambaceres        | 2 - 0 | El Porvenir         | Monumental de Villa Lynch | 14 de mayo | 15:30 |
| Leandro N. Alem   | 0 - 2 | Laferrere           | Ramón Roque Martín        | 14 de mayo | 15:30 |
| Sacachispas       | 4 - 0 | Argentino de Merlo  | Beto Larrosa              | 14 de mayo | 15:30 |
| San Miguel        | 2 - 0 | Luján               | Malvinas Argentinas       | 14 de mayo | 15:30 |
| Talleres (RdE)    | 0 - 1 | Berazategui         | Talleres (RdE)            | 14 de mayo | 15:35 |
| Defensores Unidos | 1 - 1 | Central Córdoba (R) | Carlos Barraza            | 14 de mayo | 15:35 |

| Argentino de Merlo  | 1 - 1 | San Miguel        | Argentino de Merlo         | 18 de mayo | 15:00 |
| Dock Sud            | 1 - 2 | Sacachispas       | De los Inmigrantes         | 24 de mayo | 15:00 |
| Luján               | 0 - 0 | Leandro N. Alem   | Alfredo Beranger           | 24 de mayo | 15:00 |
| Laferrere           | 1 - 1 | Midland           | José Luis Sánchez          | 24 de mayo | 15:00 |
| Berazategui         | 0 - 2 | Cambaceres        | Eduardo Gallardón          | 24 de mayo | 15:00 |
| UAI Urquiza         | 1 - 0 | Excursionistas    | Monumental de Villa Lynch  | 24 de mayo | 15:00 |
| El Porvenir         | 1 - 0 | Defensores Unidos | Gildo Francisco Ghersinich | 24 de mayo | 15:00 |
| Villa Dálmine       | 2 - 1 | Talleres (RdE)    | Villa Dálmine              | 24 de mayo | 15:00 |
| Deportivo Español   | 0 - 0 | Liniers           | Nueva España               | 24 de mayo | 15:00 |
| Central Córdoba (R) | 3 - 0 | J. J. Urquiza     | Gabino Sosa                | 24 de mayo | 15:10 |

## Torneo reducido
|  | Cuartos de final          | Cuartos de final          | Cuartos de final          |   |             | Semifinales      | Semifinales      | Semifinales      |  |  | Final            | Final            | Final            |
|  | 28 de maypo al 3 de junio | 28 de maypo al 3 de junio | 28 de maypo al 3 de junio |   |             | 6 al 10 de junio | 6 al 10 de junio | 6 al 10 de junio |  |  | 17 y 21 de junio | 17 y 21 de junio | 17 y 21 de junio |
|  |                           |                           |                           |   |             |                  |                  |                  |  |  |                  |                  |                  |
|  | Deportivo Laferrere       | 1                         | 1                         |   |             |                  |                  |                  |  |  |                  |                  |                  |
|  | Central Córdoba (R)       | 1                         | 3                         |   |             |                  |                  |                  |  |  |                  |                  |                  |
|  | Central Córdoba (R)       | 1                         | 3                         |   | Berazategui | 0                | 0                |                  |  |  |                  |                  |                  |
|  |                           |                           |                           |   | Berazategui | 0                | 0                |                  |  |  |                  |                  |                  |
|  |                           | Central Córdoba (R)       | 1                         | 1 |             |                  |                  |                  |  |  |                  |                  |                  |
|  | UAI Urquiza               | Central Córdoba (R)       | 1                         | 1 | 1           | 1                |                  |                  |  |  |                  |                  |                  |
|  | UAI Urquiza               |                           |                           |   | 1           | 1                |                  |                  |  |  |                  |                  |                  |
|  | Berazategui               | 1                         | 3                         |   |             |                  |                  |                  |  |  |                  |                  |                  |
|  |                           |                           |                           |   |             |                  |                  |                  |  |  | Midland          | 1                | 0                |
|  |                           |                           | Central Córdoba (R)       | 2 | 0           |                  |                  |                  |  |  |                  |                  |                  |
|  | J. J. Urquiza             | 0                         | 0                         |   |             |                  |                  |                  |  |  |                  |                  |                  |
|  | Dock Sud                  | 1                         | 1                         |   |             |                  |                  |                  |  |  |                  |                  |                  |
|  | Dock Sud                  | 1                         | 1                         |   | Midland     | 1                | 0                |                  |  |  |                  |                  |                  |
|  |                           |                           |                           |   | Midland     | 1                | 0                |                  |  |  |                  |                  |                  |
|  |                           | Dock Sud                  | 0                         | 0 |             |                  |                  |                  |  |  |                  |                  |                  |
|  | Defensores de Cambaceres  | Dock Sud                  | 0                         | 0 | 1           | 1                |                  |                  |  |  |                  |                  |                  |
|  | Defensores de Cambaceres  |                           |                           |   | 1           | 1                |                  |                  |  |  |                  |                  |                  |
|  | Midland                   | 4                         | 0                         |   |             |                  |                  |                  |  |  |                  |                  |                  |

## Promociones

### Primera B - Primera C
Esta promoción se definió entre Sportivo Italiano (penúltimo del promedio de la Primera B) y el campeón del torneo reducido, Central Córdoba (R), en partidos de ida y vuelta.
| Central Córdoba (R)                                                 | 1 - 1 | Sportivo Italiano   | Gabino Sosa         | 26 de junio | 18:00 ) |
| Sportivo Italiano                                                   | 0 - 2 | Central Córdoba (R) | República de Italia | 30 de junio | 15:10   |
| Central Córdoba (R) ascendió a la Primera B con un global de 3 - 1. |       |                     |                     |             |         |

### Primera C - Primera D
Esta promoción se definió entre el penúltimo del promedio y Argentino de Quilmes, ganador del Torneo reducido de la Primera D.
| Argentino de Quilmes                                     | 1 - 0 | Luján                | La Barranca        | 26 de junio | 15:10 |
| Luján                                                    | 3 - 1 | Argentino de Quilmes | Municipal de Luján | 1 de julio  | 11:00 |
| Luján permaneció en la Primera C con un global de 3 - 2. |       |                      |                    |             |       |